# Dominanza stocastica
La dominanza stocastica è una forma di ordinamento stocastico. Il termine è utilizzato nella teoria delle decisioni per riferirsi a situazioni in cui una lotteria, cioè una determinata distribuzione di probabilità sugli esiti (outcome), può essere considerata superiore ad un'altra.
La nozione di dominanza stocastica è basata sul sistema di preferenze riguardo ai possibili esiti e sul grado di avversione al rischio collegato a tali preferenze.
Si distinguono solitamente una dominanza stocastica di primo e di secondo ordine.

## Dominanza stocastica del primo ordine
Date due distribuzioni di probabilità F1 e F2 sugli esiti x, dove:
{\displaystyle F_{i}(x)=P(X\leq x)=\int _{-\infty }^{x}f(x)\ dx}
si dice che F1(x) domina stocasticamente F2(x) al primo ordine, se per ogni funzione non decrescente x : R --> R accade che:
{\displaystyle F_{1}(x)\leq F_{2}(x)\ \ \forall x\in \Omega }
Deve in pratica accadere che per tutto il supporto, la probabilità di ottenere un premio maggiore o uguale di un determinato minimo x sia maggiore nella prima lotteria rispetto alla seconda, cioè:
{\displaystyle P_{1}(X\geq x)\geq P_{2}(X\geq x)}
Questo implica necessariamente che la funzione di distribuzione cumulata della prima lotteria sia inferiore o uguale a quella della seconda lotteria.

## Dominanza stocastica del secondo ordine
Date due distribuzioni di probabilità F1 e F2 sugli outcome x aventi stessa media, si dice che F1(x) domina stocasticamente F2(x) al secondo ordine se per ogni funzione concava non decrescente x : R+ --> R accade che:
{\displaystyle \int _{-\infty }^{z}F_{1}(x)\ dx\leq \int _{-\infty }^{z}F_{2}(x)\ dx\ \ \forall z\in \Omega }